# Spinola
Spinola är en genuesisk patriciersläkt, härstammande från borgen Spinola i Milanotrakten.
En gren av ätten överflyttade till Genua, där den från 1200-talet spelade en betydande roll. Den slöt sig liksom Doriasläkten till ghibellinska partiet och var jämte denna dess ledare. Oberto Spinola och Conrad Doria utsågs 1270 till capitani med oinskränkt myndighet.
Även under de följande årtiondena innehades samma ämbete av andra medlemmar av släkten, såsom Conrad Spinola 1296 och Opizzon Spinola 1306. Mellan Doriasläkten och Spinolasläkten stod strid från sistnämnda år.
Från 1500-talet är släktens stora politiska roll i hemstaden utspelad, även om den fortfarande, särskilt inom Genuas levanteninska handel, intog en synnerligen framträdande plats.
Fältherren Ambrogio Spinola tillhörde släkten. En markis Federico Costanzo Spinola var 1880-86 italiensk envoyé i Stockholm.